# 湘江财富金融中心

湘江財富金融中心，也称为湘江FFC，是中國長沙市的一座摩天大樓，位于湘江新區，高327公尺、65層樓，於2015年動工、2020年完工，是長沙第三高樓。